# Робер, Андре
Андре Робер (фр. André Robèr; род. 21 июля 1955, Ла-Плен-де-Пальмист, остров Реюньон, Франция) — писатель, поэт, художник книги и мейл-арта. Известен своими поэтическими текстами, написанными на реюньонском наречии креольского языка.

## Биография
В 1975 году покидает остров Реюньон и переселяется во Францию. С 1982 по 1988 гг. учился визуальным искусствам в Парижском университете. Являясь воинствующим индивидуалистом с мая 1981 г. становится членом ряда радикальных анархистских групп: «The Mad Cow», «Anartiste», «Marseille», «Marius Jacob of Marseille», позднее — «John Cage» (Джон Кейдж) входивших в Федерацию анархистов. Являлся главным редактором ежегодного французского журнала «Art & Anarchie». С 1985 г., после получения степени в области изобразительного искусства, становится ведущим программ по современному искусству на «Radio Libertaire» (Либертарное радио). Один из организаторов симпозиума на тему «Искусство и анархия» в 1991 г. по случаю десятилетия радиостанции. В 1999 году художник создал собственное мини-издательство, существующее под маркой «Éditions K’A» и ориентированное на малотиражные поэтические издания в формате книги художника на креольском языке.
С 2010 года проводит регулярные биеннале мейл-арта «Biennale internationale d’Art postal d’Ille sur Têt» и визуальной поэзии «Biennale internationale de poésie visuelle d’Ille sur Tet été» в своей студии-галерее в Ий-Сюр-Те.
В настоящее время живет и работает в Ий-Сюр-Те (Восточные Пиренеи).

## Андре Робер. Издания в форматекнига художника
- Андре Робер. Le monde des îles. Текст — André Jolivet peintures , Éd. Voltije. — 2013. (Фр.)
- Андре Робер. Le cerf évite de peu une collision. Текст — Claude Massé collages. Éd. K’A. — 2014. (Фр.)
- Андре Робер. Surement, Текст — Gilles Olry. Éd. K’A. — 2014. (Фр.)
- Андре Робер. La semence des racines. Didier Manyach. Текст — André Robèr dessins. Éd. K’A. — 2014. (Фр.)
- Андре Робер (Текст и рисунки). L'âne essaye de jouer au football. — 2015. (Фр.)
- Андре Робер. Cible. Julien Blaine poèmes concrets. Éd. K’A. — 2016. (Фр.)
- Андре Робер. Dit du vampire. Текст — Vincent Calvet. Éd. K’A. — 2017. (Фр.). Тираж — 10 экз.